# Cage the elephant
Cage The Elephant är ett amerikanskt indierockband bildat 2006 i Bowling Green, Kentucky. Bandet består av Matt Shultz (sång, gitarr), Brad Shultz (kompgitarr), Lincoln Parish (sologitarr), Daniel Tichenor (bas) och Jared Champion (trummor). De är mest kända för låten "Ain't No Rest For The Wicked".
Bandet grundades av bröderna Matthew och Brad Shultz 2006 i Bowling Green. Som viktiga inspirationskällor har de nämnt bland annat Pixies och Nirvana. Efter att ha spelat på festivalen South by Southwest fick bandet skivkontrakt med Relentless Records.
2008 kom bandets debutalbum "Cage The Elephant" ut. Låten "Ain't No Rest For The Wicked" ur albumet blev snabbt en hit och albumet sålde uppemot en halv miljon exemplar världen över. Efter att albumet släppts gav sig bandet ut på en världsturné, de fick bland annat agera förband åt The Black Keys.
2011 flyttade bandet tillfälligtvis till England för att spela in det andra studioalbumet. Albumet döptes till "Thank You, Happy Birthday" och släpptes samma år 

## Medlemmar
- Matthew Shultz - Sång, gitarr
- Brad Shultz - Kompgitarr
- Lincoln Parish - Sologitarr
- Daniel Tichenor - Bas
- Jared Champion - Trummor

## Album
- "Cage The Elephant" 2008
- "Thank You, Happy Birthday" 2011
- "Melophobia" - 2013
- "Tell Me I'm Pretty" - 2015
- "Unpeeled" - 2017
- "Social Cues" - 2019

## Singlar
- "Free Love"
- "In One Ear"
- "Ain't No Rest For The Wicked"
- "Back Against The Wall"
- "Shake Me Down"
- "Around My Head"
- "Aberdeen"
- "Always Something"
- "Come A Little Closer"
- "Ready To Let Go"
- "House Of Glass"
- "Night Running"
- "Goodbye"